# Operación PLUTO

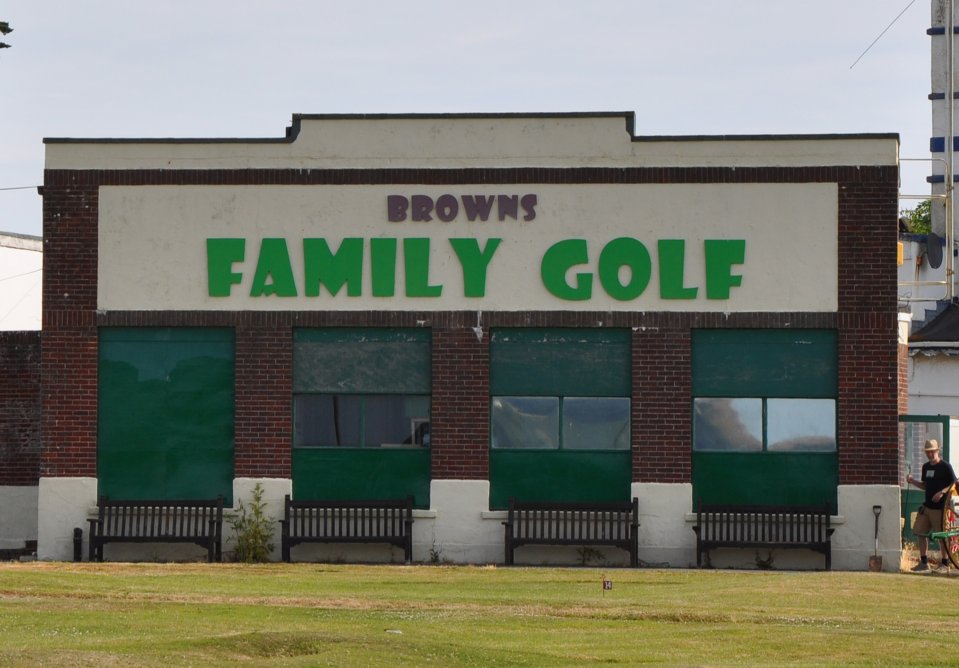
Edificio, originalmente camuflado como tienda de helados, que fue usado como estación de bombeo durante la Operación Pluto.

Operación PLUTO (Pipe-Lines Under The Ocean) fue una operación de la Segunda Guerra Mundial llevada a cabo por los científicos británicos, las sociedades petrolíferas y el ejército para construir un oleoducto bajo el canal de la Mancha entre el Reino Unido y Francia. El proyecto fue desarrollado por A. C. Hartley, ingeniero jefe de la AIOC (Anglo-Iranian Oil Company, posteriormente conocida como British Petroleum Company). Las tropas aliadas en el continente requerían una gran cantidad de gasolina, así que los oleoductos eran necesarios para disminuir la dependencia respecto de los petroleros, que podían verse afectados por el mal tiempo, ser el blanco de los submarinos alemanes, o resultar de mayor utilidad en la Campaña del Pacífico.

## Tecnologías utilizadas
Se desarrollaron dos tipos de oleoductos distintos. La canalización flexible HAIS (Hartley-Anglo-Iranian-Siemens), con un diámetro de 75 mm, con un peso aproximado de 55 toneladas por milla náutica (30 tm/km), era una innovación de Siemens (con el National Physical Laboratory) a partir de su cable telegráfico submarino ya existente.
El segundo tipo era un tubo de acero menos flexible pero de igual diámetro, desarrollado por los ingenieros de la compañía petrolífera de Irak (Iraq Petroleum Company) y de la Burmash Oil Company, conocido como HAMEL (contracción de HA Hammel y BJ Ellis, dos ingenieros jefe). Las pruebas demostraron que los tubos HAMEL serían más útiles al extremo de los tubos HAIS. Debido a la rigidez del tubo HAMEL, se construyó un aparato especial, llamado The ConnumDrum. (Imagen).

## Despliegue del oleoducto
Los primeros prototipos se probaron en mayo de 1942 en el río Medway, y en junio, en aguas profundas, en el estuario del río Clyde en Escocia, antes de iniciar la producción definitiva. Debido a las limitadas capacidades de producción del Reino Unido, algunos oleoductos HAIS fueron fabricados en los Estados Unidos.
Tras una prueba del tubo HAIS a gran escala (45 millas náuticas, es decir, 93 km) entre Swansea en el País de Gales y Watermouth en Cornualles, la primera canalización con destino a Francia se instaló el 12 de agosto de 1944 con una longitud superior a las 70 millas náuticas (130 km) desde la isla de Wight hasta Cherburgo. Una canalización HAIS y dos HAMEL siguieron el mismo camino. A medida que la línea del frente se acercaba a Alemania, otros 17 oleoductos (11 HAIS y 6 HAMEL) fueron construidos entre el cabo Dungeness y Ambleteuse, en el Paso de Calais.
Los oleoductos PLUTO estaban alimentados por estaciones de bombeo en la costa británica camufladas como diversos tipos de construcciones que podían pasar desapercibidos: granjas, garajes de coches, o incluso vendedores de hielo. Aunque deshabitados, estaban previstos para enmascarar la verdadera finalidad de los edificios. En el Reino Unido, los oleoductos PLUTO estaban alimentados por una red de 1600 kilómetros de oleoductos (construidos de noche para evitar su detección por los aviones enemigos) para encaminar el carburante desde los puertos de Liverpool y Bristol. En Europa, las canalizaciones se prolongaron mientras las tropas avanzaban, llegando finalmente al Rin.
En enero de 1945, 300 toneladas de carburante eran bombeadas hacia Francia, lo que se decuplicó hasta marzo, en que son 3000 toneladas las que atraviesan el canal de la Mancha con destino al frente. En total, más de 781 millones de litros de gasolina fueron servidos a las fuerzas aliadas en Europa antes de la capitulación alemana, el 8 de mayo de 1945. Estas canalizaciones aportaron una importante ayuda hasta que se crearon instalaciones permanentes, aunque estos oleoductos siguieron en servicio acabada la guerra.
Junto con los puertos Mulberry, construidos inmediatamente después del Día D, la Operación PLUTO está considerada como uno de los mejores ejemplos de la ingeniería militar de la historia. Los oleoductos HAIS y HAMEL son igualmente los precursores de todas las tuberías flexibles utilizadas en el desarrollo de las plataformas petrolíferas.